# Liste der Nummer-eins-Hits in den britischen Charts (1965)
Dies ist eine Liste der Nummer-eins-Hits in den britischen Charts im Jahr 1965. Sie basiert auf den Official Singles Chart Top 50 und den Albums Chart Top 20, die vom Chart Information Network ermittelt wurden. Es gab in diesem Jahr 25 Nummer-eins-Singles und 7 Nummer-eins-Alben.

## Singles
| ← 1964 ← | Liste der Nummer-eins-Hits in den britischen Charts | Liste der Nummer-eins-Hits in den britischen Charts | Liste der Nummer-eins-Hits in den britischen Charts                        | 1966 →                    |
| \| Zeitraum \| Wo. ges. \| Interpret \| Titel Autor(en) \| Zusätzliche Informationen \| \| (Zeitraum, Wochen auf Platz eins, Interpret, Titel, Autor[en], zusätzliche Informationen) \| \| \| \| \| \| ----------------------------------------------------------------------------------------- \| -------- \| ------------------------------ \| -------------------------------------------------------------------------- \| ------------------------- \| \| 4. Dezember 1964 – 7. Januar 1965 5 Wochen \| 5 \| The Beatles \| I Feel Fine John Winston Lennon, Paul James McCartney \| – \| \| 8. Januar 1965 – 21. Januar 1965 2 Wochen \| 2 \| Georgie Fame & the Blue Flames \| Yeh Yeh Rodgers Lee Grant, Laurdine Patrick Jr., Jon Hendricks \| – \| \| 22. Januar 1965 – 28. Januar 1965 1 Woche \| 1 \| The Moody Blues \| Go Now Larry Banks, Milton Bennett \| – \| \| 29. Januar 1965 – 11. Februar 1965 2 Wochen \| 2 \| The Righteous Brothers \| You’ve Lost That Lovin’ Feelin’ Phillip Spector, Barry Mann, Cynthia Weil \| – \| \| 12. Februar 1965 – 18. Februar 1965 1 Woche \| 1 \| The Kinks \| Tired of Waiting for You Raymond Douglas Davies \| – \| \| 19. Februar 1965 – 4. März 1965 2 Wochen \| 2 \| The Seekers \| I’ll Never Find Another You Tom Springfield \| – \| \| 5. März 1965 – 11. März 1965 1 Woche \| 1 \| Tom Jones \| It’s Not Unusual Gordon William Mills, Leslie David Reed \| – \| \| 12. März 1965 – 1. April 1965 3 Wochen \| 3 \| The Rolling Stones \| The Last Time Mick Jagger, Keith Richard \| – \| \| 2. April 1965 – 8. April 1965 1 Woche \| 1 \| Unit 4 + 2 \| Concrete and Clay Thomas Moeller, Brian William Parker \| – \| \| 9. April 1965 – 15. April 1965 1 Woche \| 1 \| Cliff Richard \| The Minute You’re Gone Jimmy Gateley \| – \| \| 16. April 1965 – 6. Mai 1965 3 Wochen \| 3 \| The Beatles \| Ticket to Ride John Winston Lennon, Paul James McCartney \| – \| \| 7. Mai 1965 – 13. Mai 1965 1 Woche \| 1 \| Roger Miller \| King of the Road Roger Miller \| – \| \| 14. Mai 1965 – 20. Mai 1965 1 Woche \| 1 \| Jackie Trent \| Where Are You Now (My Love) Tony Hatch, Jackie Trent \| – \| \| 21. Mai 1965 – 10. Juni 1965 3 Wochen \| 3 \| Sandie Shaw \| Long Live Love Chris Andrews \| – \| \| 11. Juni 1965 – 17. Juni 1965 1 Woche (insgesamt 2) \| 2 \| Elvis Presley \| Crying in the Chapel Charles Artice Glenn \| – \| \| 18. Juni 1965 – 24. Juni 1965 1 Woche (insgesamt 3) \| 3 \| The Hollies \| I’m Alive Clint Ballard Jr. \| – \| \| 25. Juni 1965 – 1. Juli 1965 1 Woche (insgesamt 2) \| 2 \| Elvis Presley \| Crying in the Chapel Charles Artice Glenn \| – \| \| 2. Juli 1965 – 15. Juli 1965 2 Wochen (insgesamt 3) \| 3 \| The Hollies \| I’m Alive Clint Ballard Jr. \| – \| \| 16. Juli 1965 – 29. Juli 1965 2 Wochen \| 2 \| The Byrds \| Mr. Tambourine Man Bob Dylan \| – \| \| 30. Juli 1965 – 19. August 1965 3 Wochen \| 3 \| The Beatles \| Help! John Winston Lennon, Paul James McCartney \| – \| \| 20. August 1965 – 2. September 1965 2 Wochen \| 2 \| Sonny and Cher \| I Got You Babe Sonny Bono \| – \| \| 3. September 1965 – 16. September 1965 2 Wochen \| 2 \| The Rolling Stones \| (I Can’t Get No) Satisfaction Mick Jagger, Keith Richards \| – \| \| 17. September 1965 – 23. September 1965 1 Woche \| 1 \| The Walker Brothers \| Make It Easy on Yourself Burt F. Bacharach, Hal David \| – \| \| 24. September 1965 – 28. Oktober 1965 5 Wochen \| 5 \| Ken Dodd \| Tears Musik: William Uhr; Text: Frank Capano \| – \| \| 29. Oktober 1965 – 18. November 1965 3 Wochen \| 3 \| The Rolling Stones \| Get Off of My Cloud Mick Jagger, Keith Richards \| – \| \| 19. November 1965 – 9. Dezember 1965 3 Wochen \| 3 \| The Seekers \| The Carnival Is Over Traditional; Text: Tom Springfield \| – \| \| 10. Dezember 1965 – 13. Januar 1966 5 Wochen \| 5 \| The Beatles \| Day Tripper / We Can Work It Out John Winston Lennon, Paul James McCartney \| – \| |                                                     |                                                     |                                                                            |                           |
| ← 1964 |                                                     |                                                     |                                                                            | → 1966 →                  |
| Zeitraum | Wo. ges.                                            | Interpret                                           | Titel Autor(en)                                                            | Zusätzliche Informationen |
| (Zeitraum, Wochen auf Platz eins, Interpret, Titel, Autor[en], zusätzliche Informationen) |                                                     |                                                     |                                                                            |                           |
| 4. Dezember 1964 – 7. Januar 1965 5 Wochen | 5                                                   | The Beatles                                         | I Feel Fine John Winston Lennon, Paul James McCartney                      | –                         |
| 8. Januar 1965 – 21. Januar 1965 2 Wochen | 2                                                   | Georgie Fame & the Blue Flames                      | Yeh Yeh Rodgers Lee Grant, Laurdine Patrick Jr., Jon Hendricks             | –                         |
| 22. Januar 1965 – 28. Januar 1965 1 Woche | 1                                                   | The Moody Blues                                     | Go Now Larry Banks, Milton Bennett                                         | –                         |
| 29. Januar 1965 – 11. Februar 1965 2 Wochen | 2                                                   | The Righteous Brothers                              | You’ve Lost That Lovin’ Feelin’ Phillip Spector, Barry Mann, Cynthia Weil  | –                         |
| 12. Februar 1965 – 18. Februar 1965 1 Woche | 1                                                   | The Kinks                                           | Tired of Waiting for You Raymond Douglas Davies                            | –                         |
| 19. Februar 1965 – 4. März 1965 2 Wochen | 2                                                   | The Seekers                                         | I’ll Never Find Another You Tom Springfield                                | –                         |
| 5. März 1965 – 11. März 1965 1 Woche | 1                                                   | Tom Jones                                           | It’s Not Unusual Gordon William Mills, Leslie David Reed                   | –                         |
| 12. März 1965 – 1. April 1965 3 Wochen | 3                                                   | The Rolling Stones                                  | The Last Time Mick Jagger, Keith Richard                                   | –                         |
| 2. April 1965 – 8. April 1965 1 Woche | 1                                                   | Unit 4 + 2                                          | Concrete and Clay Thomas Moeller, Brian William Parker                     | –                         |
| 9. April 1965 – 15. April 1965 1 Woche | 1                                                   | Cliff Richard                                       | The Minute You’re Gone Jimmy Gateley                                       | –                         |
| 16. April 1965 – 6. Mai 1965 3 Wochen | 3                                                   | The Beatles                                         | Ticket to Ride John Winston Lennon, Paul James McCartney                   | –                         |
| 7. Mai 1965 – 13. Mai 1965 1 Woche | 1                                                   | Roger Miller                                        | King of the Road Roger Miller                                              | –                         |
| 14. Mai 1965 – 20. Mai 1965 1 Woche | 1                                                   | Jackie Trent                                        | Where Are You Now (My Love) Tony Hatch, Jackie Trent                       | –                         |
| 21. Mai 1965 – 10. Juni 1965 3 Wochen | 3                                                   | Sandie Shaw                                         | Long Live Love Chris Andrews                                               | –                         |
| 11. Juni 1965 – 17. Juni 1965 1 Woche (insgesamt 2) | 2                                                   | Elvis Presley                                       | Crying in the Chapel Charles Artice Glenn                                  | –                         |
| 18. Juni 1965 – 24. Juni 1965 1 Woche (insgesamt 3) | 3                                                   | The Hollies                                         | I’m Alive Clint Ballard Jr.                                                | –                         |
| 25. Juni 1965 – 1. Juli 1965 1 Woche (insgesamt 2) | 2                                                   | Elvis Presley                                       | Crying in the Chapel Charles Artice Glenn                                  | –                         |
| 2. Juli 1965 – 15. Juli 1965 2 Wochen (insgesamt 3) | 3                                                   | The Hollies                                         | I’m Alive Clint Ballard Jr.                                                | –                         |
| 16. Juli 1965 – 29. Juli 1965 2 Wochen | 2                                                   | The Byrds                                           | Mr. Tambourine Man Bob Dylan                                               | –                         |
| 30. Juli 1965 – 19. August 1965 3 Wochen | 3                                                   | The Beatles                                         | Help! John Winston Lennon, Paul James McCartney                            | –                         |
| 20. August 1965 – 2. September 1965 2 Wochen | 2                                                   | Sonny and Cher                                      | I Got You Babe Sonny Bono                                                  | –                         |
| 3. September 1965 – 16. September 1965 2 Wochen | 2                                                   | The Rolling Stones                                  | (I Can’t Get No) Satisfaction Mick Jagger, Keith Richards                  | –                         |
| 17. September 1965 – 23. September 1965 1 Woche | 1                                                   | The Walker Brothers                                 | Make It Easy on Yourself Burt F. Bacharach, Hal David                      | –                         |
| 24. September 1965 – 28. Oktober 1965 5 Wochen | 5                                                   | Ken Dodd                                            | Tears Musik: William Uhr; Text: Frank Capano                               | –                         |
| 29. Oktober 1965 – 18. November 1965 3 Wochen | 3                                                   | The Rolling Stones                                  | Get Off of My Cloud Mick Jagger, Keith Richards                            | –                         |
| 19. November 1965 – 9. Dezember 1965 3 Wochen | 3                                                   | The Seekers                                         | The Carnival Is Over Traditional; Text: Tom Springfield                    | –                         |
| 10. Dezember 1965 – 13. Januar 1966 5 Wochen | 5                                                   | The Beatles                                         | Day Tripper / We Can Work It Out John Winston Lennon, Paul James McCartney | –                         |

## Alben
| ← 1964 ← | Liste der Nummer-eins-Hits in den britischen Charts | Liste der Nummer-eins-Hits in den britischen Charts | Liste der Nummer-eins-Hits in den britischen Charts | 1966 →                    |
| \| Zeitraum \| Wo. ges. \| Interpret \| Titel \| Zusätzliche Informationen \| \| (Zeitraum, Wochen auf Platz eins, Interpret, Titel, zusätzliche Informationen) \| \| \| \| \| \| ------------------------------------------------------------------------------ \| -------- \| --------------------- \| -------------------------- \| ------------------------- \| \| 13. Dezember 1964 – 30. Januar 1965 7 Wochen (insgesamt 11) \| 11 \| The Beatles \| Beatles for Sale \| – \| \| 31. Januar 1965 – 20. Februar 1965 3 Wochen (insgesamt 10) \| 10 \| The Rolling Stones \| No. 2 \| – \| \| 21. Februar 1965 – 27. Februar 1965 1 Woche (insgesamt 11) \| 11 \| The Beatles \| Beatles for Sale \| – \| \| 28. Februar 1965 – 10. April 1965 6 Wochen (insgesamt 10) \| 10 \| The Rolling Stones \| No. 2 \| – \| \| 11. April 1965 – 17. April 1965 1 Woche (insgesamt 2) \| 2 \| Bob Dylan \| The Freewheelin’ Bob Dylan \| – \| \| 18. April 1965 – 24. April 1965 1 Woche (insgesamt 10) \| 10 \| The Rolling Stones \| No. 2 \| – \| \| 25. April 1965 – 15. Mai 1965 3 Wochen (insgesamt 11) \| 11 \| The Beatles \| Beatles for Sale \| – \| \| 16. Mai 1965 – 22. Mai 1965 1 Woche (insgesamt 2) \| 2 \| Bob Dylan \| The Freewheelin’ Bob Dylan \| – \| \| 23. Mai 1965 – 29. Mai 1965 1 Woche \| 1 \| Bob Dylan \| Bringing It All Back Home \| – \| \| 30. Mai 1965 – 7. August 1965 10 Wochen (insgesamt 70) \| 70 \| (Original Soundtrack) \| The Sound of Music \| – \| \| 8. August 1965 – 9. Oktober 1965 9 Wochen \| 9 \| The Beatles \| Help! \| – \| \| 10. Oktober 1965 – 18. Dezember 1965 10 Wochen (insgesamt 70) \| 70 \| (Soundtrack) \| The Sound of Music \| – \| \| 19. Dezember 1965 – 12. Februar 1966 8 Wochen \| 8 \| The Beatles \| Rubber Soul \| – \| |                                                     |                                                     |                                                     |                           |
| ← 1964 |                                                     |                                                     |                                                     | → 1966 →                  |
| Zeitraum | Wo. ges.                                            | Interpret                                           | Titel                                               | Zusätzliche Informationen |
| (Zeitraum, Wochen auf Platz eins, Interpret, Titel, zusätzliche Informationen) |                                                     |                                                     |                                                     |                           |
| 13. Dezember 1964 – 30. Januar 1965 7 Wochen (insgesamt 11) | 11                                                  | The Beatles                                         | Beatles for Sale                                    | –                         |
| 31. Januar 1965 – 20. Februar 1965 3 Wochen (insgesamt 10) | 10                                                  | The Rolling Stones                                  | No. 2                                               | –                         |
| 21. Februar 1965 – 27. Februar 1965 1 Woche (insgesamt 11) | 11                                                  | The Beatles                                         | Beatles for Sale                                    | –                         |
| 28. Februar 1965 – 10. April 1965 6 Wochen (insgesamt 10) | 10                                                  | The Rolling Stones                                  | No. 2                                               | –                         |
| 11. April 1965 – 17. April 1965 1 Woche (insgesamt 2) | 2                                                   | Bob Dylan                                           | The Freewheelin’ Bob Dylan                          | –                         |
| 18. April 1965 – 24. April 1965 1 Woche (insgesamt 10) | 10                                                  | The Rolling Stones                                  | No. 2                                               | –                         |
| 25. April 1965 – 15. Mai 1965 3 Wochen (insgesamt 11) | 11                                                  | The Beatles                                         | Beatles for Sale                                    | –                         |
| 16. Mai 1965 – 22. Mai 1965 1 Woche (insgesamt 2) | 2                                                   | Bob Dylan                                           | The Freewheelin’ Bob Dylan                          | –                         |
| 23. Mai 1965 – 29. Mai 1965 1 Woche | 1                                                   | Bob Dylan                                           | Bringing It All Back Home                           | –                         |
| 30. Mai 1965 – 7. August 1965 10 Wochen (insgesamt 70) | 70                                                  | (Original Soundtrack)                               | The Sound of Music                                  | –                         |
| 8. August 1965 – 9. Oktober 1965 9 Wochen | 9                                                   | The Beatles                                         | Help!                                               | –                         |
| 10. Oktober 1965 – 18. Dezember 1965 10 Wochen (insgesamt 70) | 70                                                  | (Soundtrack)                                        | The Sound of Music                                  | –                         |
| 19. Dezember 1965 – 12. Februar 1966 8 Wochen | 8                                                   | The Beatles                                         | Rubber Soul                                         | –                         |

Die Angaben basieren auf den offiziellen Verkaufshitparaden des Chart Information Networks für das Vereinigte Königreich. Die Datumsangaben beziehen sich auf das Gültigkeitsdatum der Charts, also jeweils die auf die Verkaufswoche folgende Woche.

## Jahreshitparaden
| ← 1964 ← | Liste der Nummer-eins-Hits in den britischen Charts | Liste der Nummer-eins-Hits in den britischen Charts | Liste der Nummer-eins-Hits in den britischen Charts | 1966 →   |
| \| Singles \| Position# \| Alben \| \| ----------------------------------------------------------- \| --------- \| -------------------------------------------- \| \| I’ll Never Find Another You The Seekers Tom Springfield \| 1 \| The Sound of Music (Original Soundtrack) \| \| Tears Ken Dodd Musik: William Uhr; Text: Frank Capano \| 2 \| Beatles for Sale The Beatles \| \| A Walk in the Black Forest Horst Jankowski \| 3 \| Mary Poppins (Original Soundtrack) \| \| A World of Our Own The Seekers Tom Springfield \| 4 \| The Freewheelin’ Bob Dylan Bob Dylan \| \| Crying in the Chapel Elvis Presley Charles Artice Glenn \| 5 \| No. 2 The Rolling Stones \| \| Help! The Beatles John Winston Lennon, Paul James McCartney \| 6 \| Bringing It All Back Home Bob Dylan \| \| I’m Alive The Hollies Clint Ballard Jr. \| 7 \| 13 Lucky Shades of Val Doonican Val Doonican \| \| Zorba’s Dance Marcello Minerbi Mikis Michel Theodorakis \| 8 \| Help! The Beatles \| \| King of the Road Roger Miller \| 9 \| Almost There Andy Williams \| \| The Minute You’re Gone Cliff Richard Jimmy Gateley \| 10 \| My Fair Lady (Original Soundtrack) \| |                                                     |                                                     |                                                     |          |
| ← 1964 |                                                     |                                                     |                                                     | → 1966 → |
| Singles | Position#                                           | Alben                                               |                                                     |          |
| I’ll Never Find Another You The Seekers Tom Springfield | 1                                                   | The Sound of Music (Original Soundtrack)            |                                                     |          |
| Tears Ken Dodd Musik: William Uhr; Text: Frank Capano | 2                                                   | Beatles for Sale The Beatles                        |                                                     |          |
| A Walk in the Black Forest Horst Jankowski | 3                                                   | Mary Poppins (Original Soundtrack)                  |                                                     |          |
| A World of Our Own The Seekers Tom Springfield | 4                                                   | The Freewheelin’ Bob Dylan Bob Dylan                |                                                     |          |
| Crying in the Chapel Elvis Presley Charles Artice Glenn | 5                                                   | No. 2 The Rolling Stones                            |                                                     |          |
| Help! The Beatles John Winston Lennon, Paul James McCartney | 6                                                   | Bringing It All Back Home Bob Dylan                 |                                                     |          |
| I’m Alive The Hollies Clint Ballard Jr. | 7                                                   | 13 Lucky Shades of Val Doonican Val Doonican        |                                                     |          |
| Zorba’s Dance Marcello Minerbi Mikis Michel Theodorakis | 8                                                   | Help! The Beatles                                   |                                                     |          |
| King of the Road Roger Miller | 9                                                   | Almost There Andy Williams                          |                                                     |          |
| The Minute You’re Gone Cliff Richard Jimmy Gateley | 10                                                  | My Fair Lady (Original Soundtrack)                  |                                                     |          |